# Temple de Kom Ombo
El temple de Kom Ombo és un temple ptolemaic d'Egipte a la ciutat de Kom Ombo. El temple de Kom Ombo no té ni propileu ni dromos, i al pòrtic hi ha quinze columnes (de les quals se'n conserven les tretze de dretes). Té dues entrades principals. Una inscripció recorda la construcció o potser restauració per Cleòpatra i el seu home i germà Ptolemeu VI Filometor, al segle ii aC. El temple és en un turonet. El cocodril fou especialment honorat a Kom Ombos i, a les catacumbes, s'han trobat mòmies d'aquests animals sagrats. El cap del déu cocodril Sobek apareix a les monedes romanes de la ciutat.

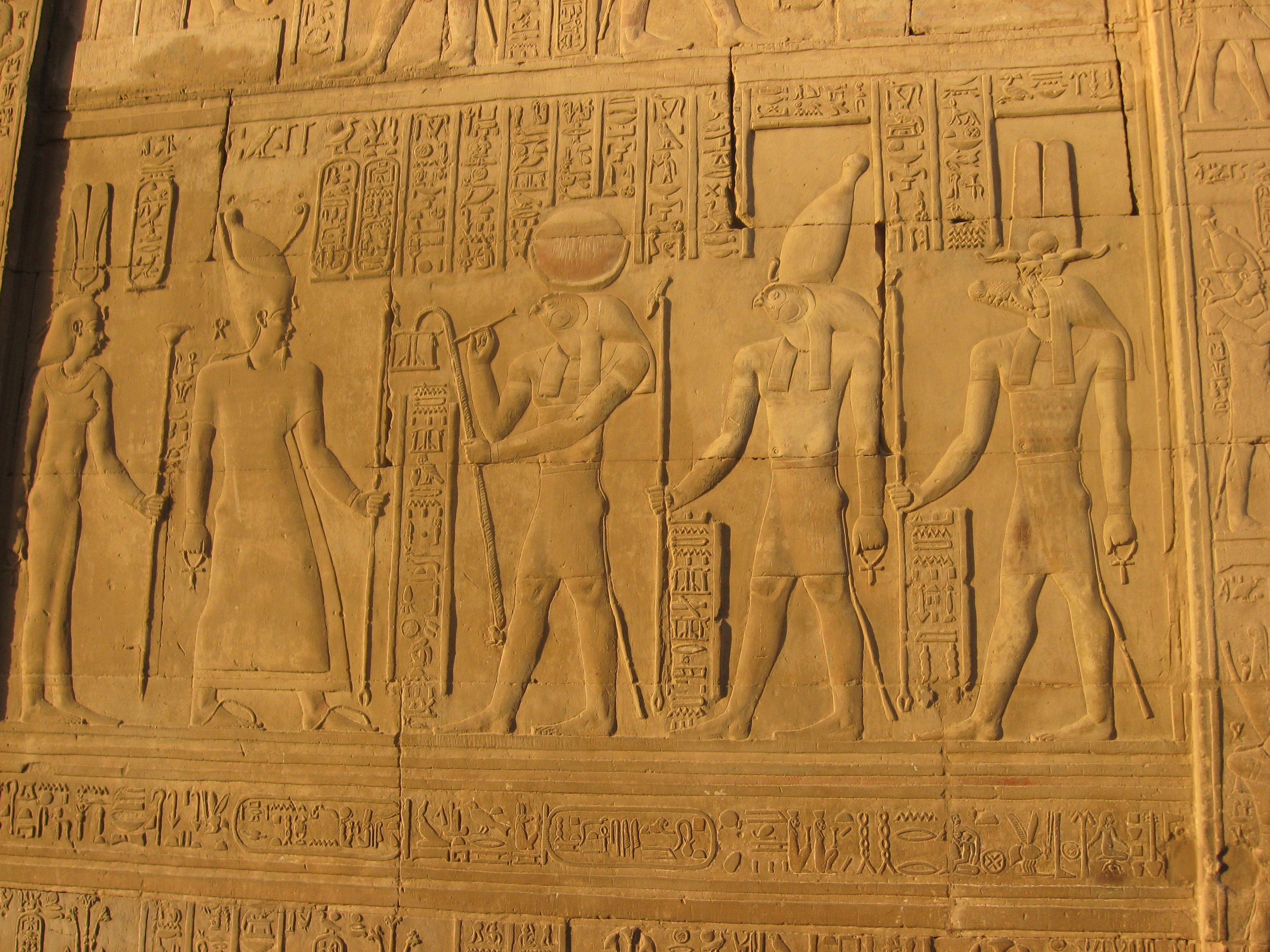
Relleus al temple de Kom Ombo
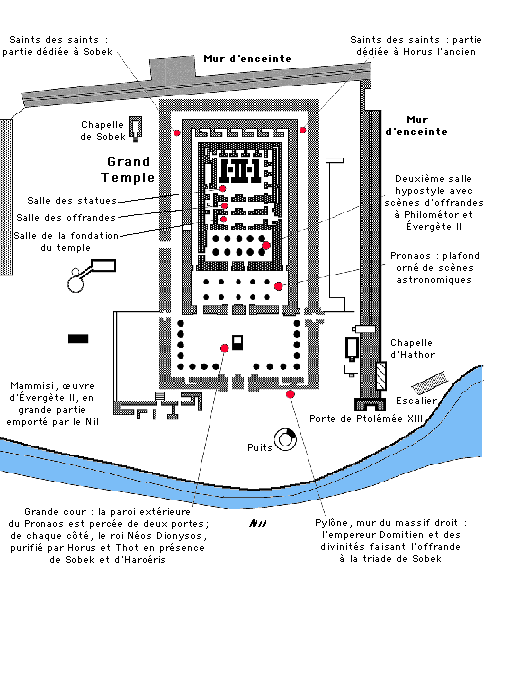
Plànol del temple